# Cyanea hardyi
Cyanea hardyi är en klockväxtart som beskrevs av Joseph Rock. Cyanea hardyi ingår i släktet Cyanea, och familjen klockväxter. Inga underarter finns listade i Catalogue of Life.